# Österreichischer Hochseeverband
Die Mitgliedsvereine des unabhängigen Österreichischen Hochseeverbandes vertreten und betreuen über 5000 österreichische Seefahrer.

## Aktivitäten
- Förderung und Unterstützung bei der Ausübung des Hochseeyachtsports. Darunter fällt auch die Förderung des Fahrtensegelns, des Motoryachtfahrens auf See und des privat ausgeübten Hochseeyachtsport-Tourismus in allen seinen Erscheinungsformen.
- Eine gute gemeinsame Vertretung der Interessen aller Mitglieder des Hochseeverbands, der österreichischen Hochseeyachtsportler, der Fahrtensegler, Motoryachtfahrer, der privaten Yachttouristen und österreichischen Seefahrer.
- Die Förderung einer guten nautischen Ausbildung und die Unterstützung in der Qualitätssicherung der österreichischen Befähigungsausweise für die Seeschifffahrt.
- Die organisatorische Vereinigung einer möglichst großen Anzahl österreichischer Hochseeyachtsportler und eine Vernetzung und gemeinsame Präsentation des Leistungsangebotes der Mitgliedsvereine des Hochseeverbandes.
- Der Hochseeverband ist anerkannte Prüfungsorganisation des BMVIT für alle Sportbootführerscheine (ICC)[1]